# Хејден (Аризона)
Хејден (енгл. Hayden) град је у америчкој савезној држави Аризона. По попису становништва из 2010. у њему је живело 662 становника.

## Демографија
Према попису становништва из 2010. у граду је живело 662 становника, што је 230 (25,8%) становника мање него 2000. године.
| Група             | 2000.       | 2010.       |
| Белци             | 119 (13,3%) | 100 (15,1%) |
| Афроамериканци    | 4 (0,4%)    | 0 (0,0%)    |
| Азијати           | 0 (0,0%)    | 2 (0,3%)    |
| Хиспаноамериканци | 754 (84,5%) | 559 (84,4%) |
| Укупно            | 892         | 662         |